# Croton laseguei
Espèce
Croton laseguei est une espèce de plantes à fleurs du genre Croton et de la famille Euphorbiaceae présente du Brésil à l'Argentine (Misiones).
Il a pour synonyme :
- Oxydectes laseguei, (Müll.Arg.) Kuntze